# Hala sportowa przy CEZiU „Kopernik” w Wyszkowie
Hala sportowa CEZiU – hala sportowa w Wyszkowie, w województwie mazowieckim, w Polsce. Mieści się przy ulicy Świętojańskiej 82. Hala należy do kompleksu szkolnego Centrum Edukacji Zawodowej i Ustawicznej „Kopernik”. Została oddana do użytku 29 listopada 2023 roku.

## Wyposażenie hali[1]

Hala sportowa przy CEZiU Wyszków (widok na płytę boiska, wykonano w grudniu 2023 r.)

- obiekt o łącznej kubaturze prawie 21 tys. m³.
- na parterze zaplecze stanowią 3 szatnie i prysznice dla sportowców, pokój kierownika hali, pokój trenerów i magazynki na sprzęt sportowy, a także pomieszczenia techniczne
- na piętrze ulokowane są ogólnodostępne toalety dla widzów oraz siłownię (z której okien można obserwować arenę główną hali), a przede wszystkim trybuna główna o pojemności 260 miejsc siedzących
- przy płycie boiska umieszczone są wysuwane trybuny dla 94 widzów
- płytę boiska można podzielić za pomocą sterowanych elektrycznie kotar na 3 sektory
- w dwukondygnacyjnym łączniku między starą i nową częścią szkoły do dyspozycji są: na poziomie zero - dwie większe szatnie z zamykanymi szafkami oraz pokój trenersko-sędziowski z pełnym zapleczem sanitarnym
- w budynku znajduje się strzelnica z sześcioma stanowiskami
- w hali zastosowano wysokiej jakości systemu nagłośnienia i sprzętu oświetleniowego oraz system wentylacji.
- obiekt jest w pełni przystosowany do potrzeb osób niepełnosprawnych. Podjazdy i winda zapewniają niepełnosprawnym dostęp do każdego pomieszczenia na obydwu kondygnacjach.